# Ed Harris
Edward Allen Harris, més conegut com a Ed Harris, (Tenafly, Nova Jersey, 28 de novembre de 1950) és un actor i director de cinema estatunidenc.

## Biografia
El seu pare era cantant. Durant els anys d'escola va ser un atleta destacat, la qual cosa li va valer una beca per estudiar a la Universitat de Colúmbia, a Nova York. Dos anys més tard la seva família es va traslladar a l'estat d'Oklahoma i Harris va seguir la seva família, havent descobert el seu interès per la interpretació després d'actuar a diverses obres teatrals a la universitat.
Una vegada a Oklahoma, Harris es va inscriure a la facultat d'arts dramàtiques de la universitat de l'estat. Va començar a actuar alhora davant del públic al teatre local, on va tenir un èxit notable. En vista d'això es va traslladar a Los Angeles, on va continuar els seus estudis d'interpretació en el Califòrnia Institute of the Arts.
El primer paper important que Harris va fer en el cinema va ser a La frontera, amb Charles Bronson, en el que va interpretar un assassí. Va actuar en altres pel·lícules fins que el 1983 es va convertir en una estrella, gràcies a la seva intervenció en la pel·lícula Escollits per a la glòria en la qual es relata la història dels primers astronautes americans en clau humorística. El seu paper va ser el de John Glenn. A partir de llavors Harris va anar afermant la seva fama com a actor de caràcter interpretant tota classe de personatges a nombroses pel·lícules, com ara a The firm (1993), Apol·lo 13 i Nixon (1995) o Enemic a les portes (2001).
Ed Harris ha afermat la seva fama interpretant personatges de caràcter, amb conflictes interiors no resolts, a més confereix als esmentats personatges un especial carisma benevolent malgrat la foscor del personatge.
Harris va ser nomenat en tres ocasions a l'Oscar, dues vegades com a millor actor secundari per Apol·lo 13 interpretant el director tècnic, l'enginyer Gene Kranz i The Truman Show, i una vegada com a millor actor principal per Pollock.
Va fer el seu debut com a director el 2000 amb Pollock, pel·lícula que va obtenir diversos Oscar.
Va interpretar amb molt bones crítiques l'oficial alemany del regiment de franctiradors, el Coronel König a Enemic a les portes (2001) al costat de Jude Law en el paper de Vassili Zàitsev.
Harris està casat des de 1983 amb l'actriu Amy Madigan. El matrimoni té una filla.

## Filmografia
- 1977: The Amazing Howard Hughes, de William A. Graham (TV)
- 1978: Coma (Coma), de Michael Crichton
- 1979: The Seekers, de Sidney Hayers (TV)
- 1980: La frontera (Borderline), de Jerrold Freedman
- 1980: The Aliens Are Coming, de Harvey Hart (TV)
- 1981: Dream On !, d'Ed Harker
- 1981: Els cavallers de la moto (Knightriders), de George A. Romero
- 1982: Creepshow (Creepshow), de George A. Romero
- 1983: Sota el foc (Under Fire), de Roger Spottiswoode
- 1983: Escollits per a la glòria (The Right Stuff), de Philip Kaufman
- 1984: Torn de tarda (Swing Shift), de Jonathan Demme
- 1984: En un racó del cor (Places in the Heart), de Robert Benton
- 1984: A Flash of Green, de Victor Nuñez
- 1985: La badia de l'odi (Alamo Bay), de Louis Malle
- 1985: Code Name: Emerald, de Jonathan Sanger
- 1985: Dolços somnis (Sweet Dreams), de Karel Reisz
- 1987: The Last Innocent Man, de Roger Spottiswoode (TV)
- 1987: Walker, d'Alex Cox
- 1988: Conspiració per a un assassinat (To Kill a Priest), d'Agnieszka Holland
- 1989: Jacknife, de David Hugh Jones
- 1989: The Abyss, de James Cameron
- 1990: El clan dels irlandesos (State of Grace), de Phil Joanou
- 1991: Paris Trout, de Stephen Gyllenhaal (TV)
- 1992: Èxit a qualsevol preu (Glengarry Glen Ross), de James Foley
- 1992: Companys de candidatura (Running Mates), de Michael Lindsay-Hogg (TV)
- 1993: The firm, de Sydney Pollack
- 1993: La botiga (Needful Things), de Fraser Clarke Heston
- 1994: Lluna de passió (China Moon), de John Bailey
- 1994: The Stand, de Mick Garris (TV)
- 1994: Milk Money, de Richard Benjamin
- 1995: Causa justa (Just Cause), d'Arne Glimcher
- 1995: Apol·lo 13, de Ron Howard
- 1995: Nixon, d'Oliver Stone
- 1996: Eye for an Eye, de John Schlesinger
- 1996: Riders of the Purple Sage, de Charles Haid (TV)
- 1996: The Rock, de Michael Bay
- 1997: Poder absolut (Absolute Power), de Clint Eastwood
- 1998: The Truman Show, de Peter Weir
- 1998: Stepmom, de Chris Columbus
- 1999: El tercer miracle (The Third Miracle), d'Agnieszka Holland
- 2000: Waking the Dead, de Keith Gordon
- 2000: Estafadors (The Prime Gig), de Gregory Mosher
- 2000: Pollock, d'Ed Harris
- 2001: Enemic a les portes, de Jean-Jacques Annaud
- 2001: Buffalo Soldiers, de Gregor Jordan
- 2001: A Beautiful Mind, de Ron Howard
- 2002: Just a Dream, de Danny Glover (voix)
- 2002: The Hours, de Stephen Daldry
- 2003: Masked and Anonymous, de Larry Charles
- 2003: La taca humana (The Human Stain), de Robert Benton
- 2003: Radio, de Michael Tollin
- 2005: Una història de violència (A History of Violence), de David Cronenberg
- 2005: Empire Falls, de Fred Schepisi (TV)
- 2005: Winter Passing, d'Adam Rapp
- 2006: Copiant Beethoven, d'Agnieszka Holland
- 2007: Adéu, nena, adéu, de Ben Affleck
- 2008: National Treasure 2, de Jon Turteltaub
- 2008: Cleaner, de Renny Harlin
- 2008: Apaloosa
- 2010: The Way Back
- 2010: What's Wrong with Virginia
- 2010: Once Fallen
- 2011: Salvation Boulevard
- 2011: That's What I Am
- 2012: Man on a Ledge
- 2013: Sweetwater
- 2013: Phantom
- 2013: Pain & Gain
- 2013: Snowpiercer
- 2013: Gravity
- 2013: The Face of Love
- 2014: Planes: Fire & Rescue
- 2014: Frontera
- 2014: Cymbeline

## Premis i nominacions

### Oscar
| Any  | Categoria                       | Pel·lícula      | Resultat |
| ---- | ------------------------------- | --------------- | -------- |
| 1995 | Oscar al millor actor secundari | Apol·lo 13      | Nominat  |
| 1998 | Oscar al millor actor secundari | The Truman Show | Nominat  |
| 2000 | Oscar al millor actor           | Pollock         | Nominat  |
| 2002 | Oscar al millor actor secundari | The Hours       | Nominat  |

### Globus d'Or
| Any  | Categoria                                                            | Pel·lícula      | Resultat  |
| ---- | -------------------------------------------------------------------- | --------------- | --------- |
| 1990 | Globus d'Or al millor actor secundari                                | Jacknife        | Nominat   |
| 1996 | Globus d'Or al millor actor secundari                                | Apol·lo 13      | Nominat   |
| 1999 | Globus d'Or al millor actor secundari                                | The Truman Show | Guanyador |
| 2003 | Globus d'Or al millor actor secundari                                | The Hours       | Nominat   |
| 2006 | Globus d'Or al millor actor de miniserie o telefilm                  | Empire Falls    | Nominat   |
| 2013 | Globus d'Or al millor actor secundari en sèrie, minisèrie o telefilm | Game Change     | Guanyador |

### Premi BAFTA
| Any  | Categoria                       | Pel·lícula      | Resultat |
| ---- | ------------------------------- | --------------- | -------- |
| 1998 | BAFTA al millor actor secundari | The Truman Show | Nominat  |
| 2002 | BAFTA al millor actor secundari | The Hours       | Nominat  |

### Emmy
| Any  | Categoria                                                        | Pel·lícula   | Resultat |
| ---- | ---------------------------------------------------------------- | ------------ | -------- |
| 2005 | Primetime Emmy al millor actor de minisèrie o telefilm           | Empire Falls | Nominat  |
| 2012 | Primetime Emmy al millor actor secundari en minisèrie o telefilm | Game Change  | Nominat  |

### Screen Actors Guild
| Any  | Categoria                                     | Pel·lícula | Resultat  |
| ---- | --------------------------------------------- | ---------- | --------- |
| 1995 | Screen Actors Guild al millor actor secundari | Apol·lo 13 | Guanyador |
| 2002 | Screen Actors Guild al millor actor secundari | The Hours  | Nominat   |